# Burgau (Jena)

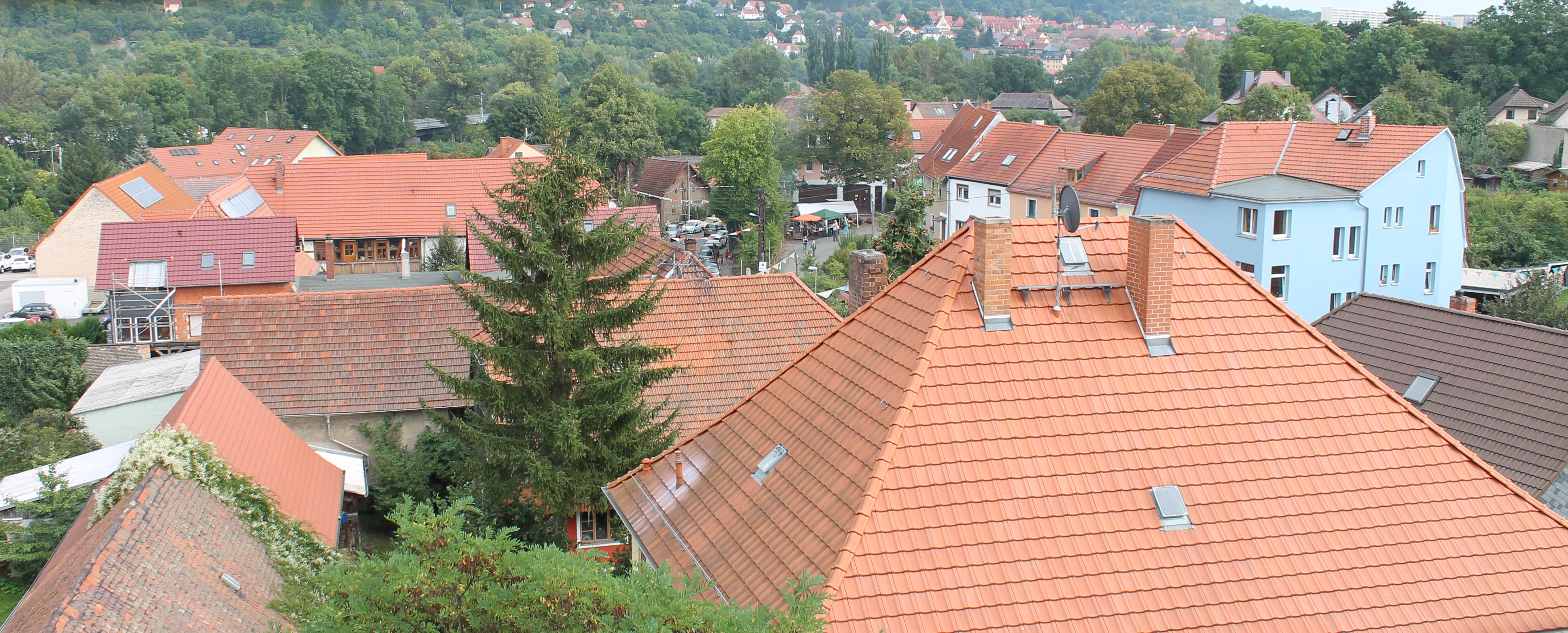
Blick vom Kirchturm auf den Ort

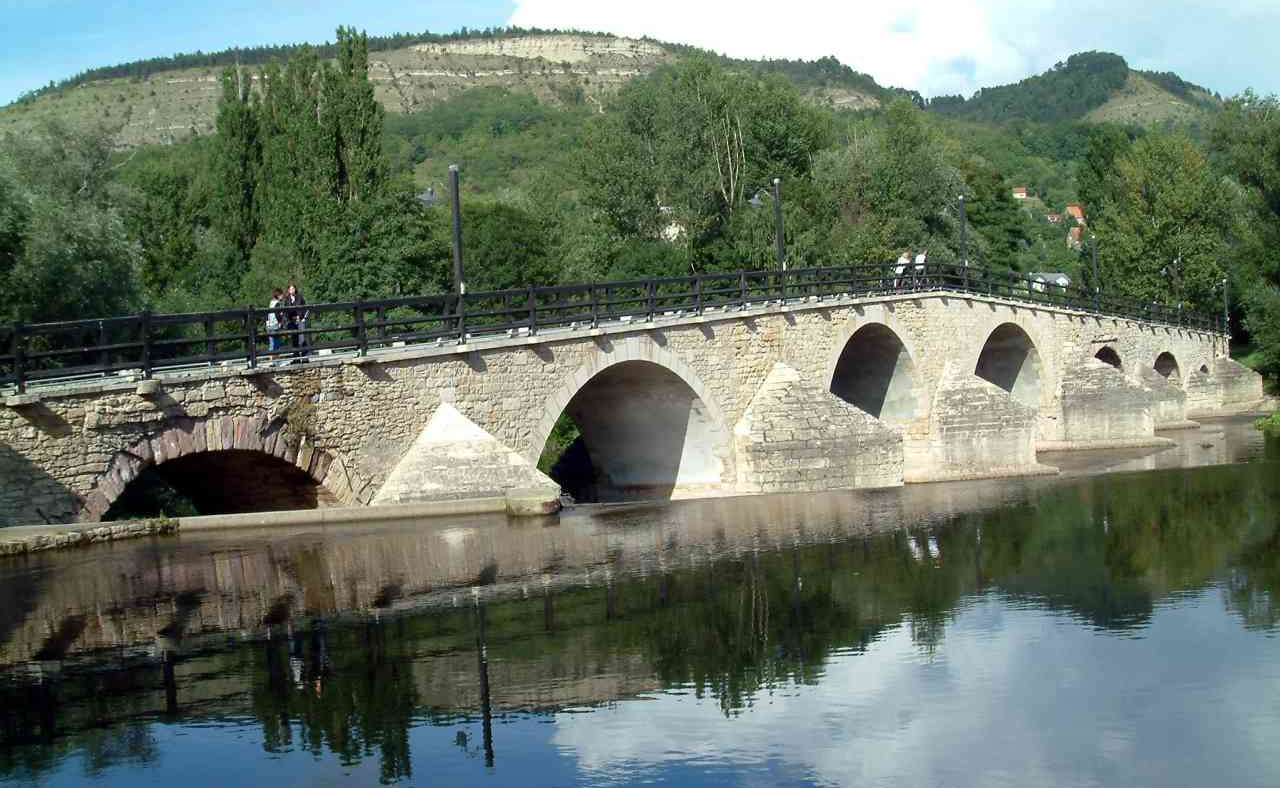
Alte Saalebrücke Jena-Burgau

Burgau ist ein im Süden gelegener Stadtteil der kreisfreien Stadt Jena in Thüringen.

## Lage
Burgau befindet sich südlich des Stadtzentrums Jenas westlich der Bundesstraße 88 und der Saale sowie westlich der Altstadt Lobedas.

## Geschichte

### Namensgebung
Die Bezeichnung Burgau ist auf die Gründung einer Burg (heute Burgruine Burgau) inmitten der Saaleaue und in der Nähe des heutigen Jenaer Stadtteils durch die Herren von Lobdeburg um 1140 zurückzuführen, die zu Beginn des 14. Jahrhunderts in wettinischen Besitz gelang.
Bei Adrian Beier (Geographus Jenensis … 1665, 275) heißt es: „Vom Schloß Burgau. DJeses Schloß/ welches unterschiedlich geschrieben wird Beregowe/ Bergowe/ Bergow/ Burgau lieget auf einem Hügel des Dorffes Burgau/ an dem Bache Triesnitz/ und an dem Saalstrom/ ....“ Eine weitere Deutung findet sich in der Ableitung des slawischen Wortes berka/perka (Fisch), die durch den damaligen Fischreichtum der Saale belegt werden soll. Außerdem beinhaltet das Wappen der Lobdeburgisch-Burgundischen Linie das Zeichen eines Fisches.

### Ersterwähnung
Im Jahre 1216 wird ein Hermann von Bergau erwähnt. Seine erste urkundlich überlieferte Erwähnung fand der Ort als Burgowe am 31. Oktober 1257 durch die die Gebrüder Hartmann und Otto von Bergowe im Rahmen der Verleihung eines Weinbergs unter der Lobdeburg an das Nonnenkloster Oberweimar. Die älteste Überlieferung von Hofbesitzern stammt aus der Zeit von 1421–1425. Im Sächsischen Bruderkrieg wurde die Burg von Herzog Wilhelm im Jahre 1447 belagert, eingenommen und abgerissen. Das Schloss wurde wieder aufgebaut, fiel aber nach dem Tode des letzten Nachkommen des Burgauischen Hauses im Jahre 1468 an Kurfürst Ernst von Sachsen. Seine Söhne Friedrich der Weise und Johann der Beständige verkauften das Schloss wieder im Jahre 1510.

### Neuzeit
Eine Saalebrücke in Burgau ist für 1434 belegt. Sie wurde im Dreißigjährigen Krieg (Januar 1637) zerstört, als die Schweden vor den kaiserlichen Truppen auf das Ostufer der Saale flohen und dabei alle Brücken in der Umgebung von Jena unbrauchbar machten. Seit 1744 hat die Brücke ihr heutiges Aussehen.

Im Jahre 1755 wurde das Schloss völlig abgetragen. Auf dem Schlossgrundstück ließ sich der Architekt Adolph Binder ab 1906 ein Privathaus im neuromanischen Stil erbauen, das heute als Binderburg bekannt ist (siehe Artikel Burgruine Burgau). Dieses Gebäude hat jedoch außer dem Standort keinen direkten Bezug zur früheren Bebauung an diesem Ort.

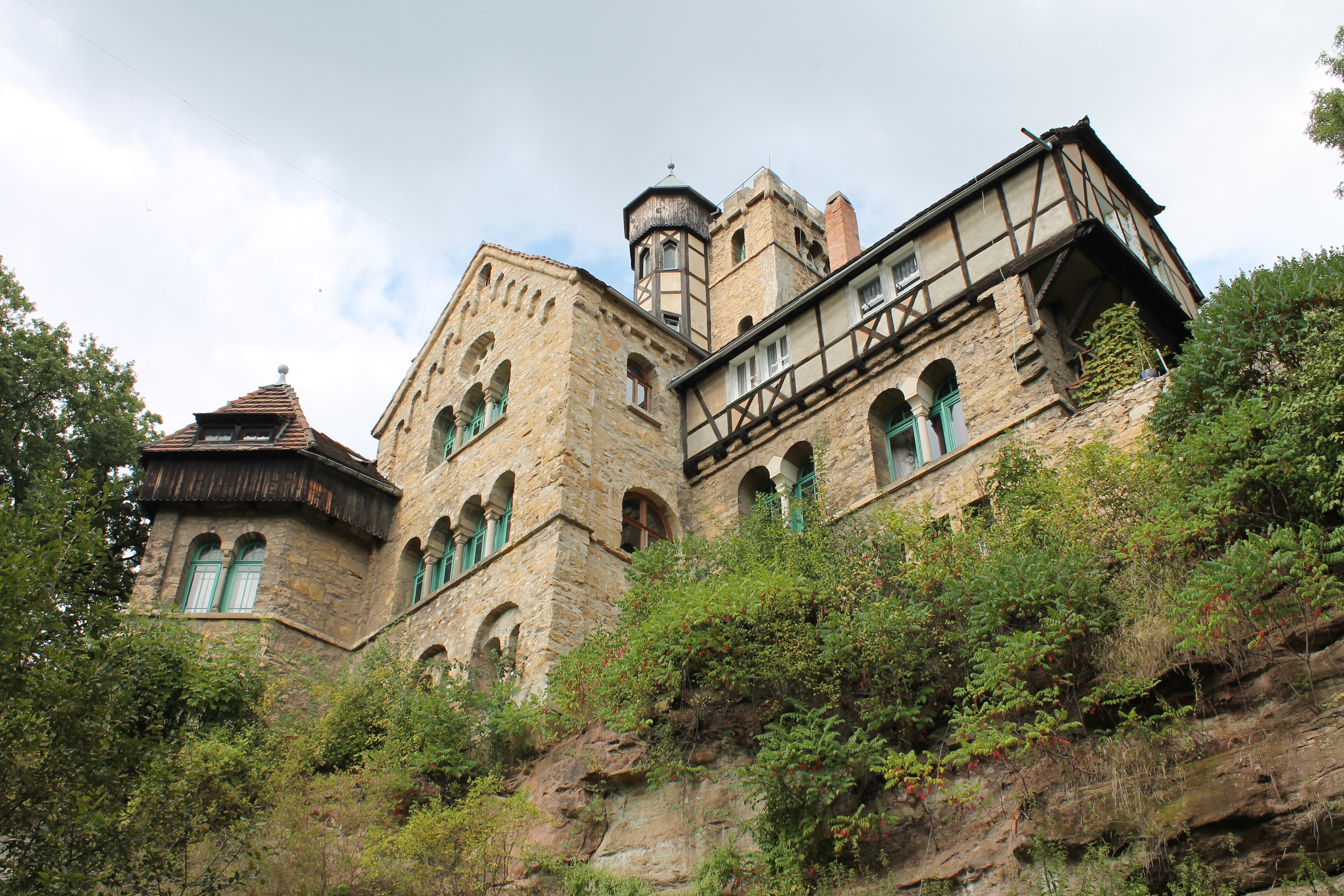
Binderburg in Burgau, 2013

Bis gegen Ende des 19. Jahrhunderts war das Erwerbsleben Burgaus durchgehend durch die Landwirtschaft geprägt. Um 1836 zählte man im Ort 42 Häuser mit 214 Einwohnern. Die gemeinsam mit Winzerla unterhaltene Flur führte oft zu Streitigkeiten zwischen den beiden Ortschaften. Zum landwirtschaftlichen Bereich zählte auch die 1447:14 erstmals genannte Wassermühle an der Saale. Diese wurde ab 1880 zur Holzstoff-Fabrik umgebaut und damit zum ersten Burgauer Industriebetrieb.:32 Der Betreiber rüstete die Wasserkraftanlage für Stromerzeugung zum Betrieb der Fabrik um. Die Jenaer Firma Carl Zeiss kaufte 1909 die gesamte Anlage und nahm sie 1912 nach erneutem Umbau als reines Wasserkraftwerk wieder in Betrieb.
Überregional bekannt wurde Burgau durch die von 1901 bis 1929 bestehende Porzellanmanufaktur Ferdinand Selle, die in der relativ kurzen Zeit ihres Bestehens beachtliche wirtschaftliche Erfolge erreichte. Ihr auffälliges Gebäude befand sich am nordwestlichen Ortsrand auf freiem Felde jenseits der Eisenbahnstrecke (Lage), von der ein kurzes Anschlussgleis zum Grundstück abzweigte. Es diente nach Aufgabe der Porzellanherstellung als Lager des Reichsarbeitsdienstes, später bis in die 1960er Jahre als Studentenwohnheim, und wurde erst bei der Erweiterung des Heizkraftwerkes Winzerla um 1980 abgebrochen.

## Sehenswürdigkeiten

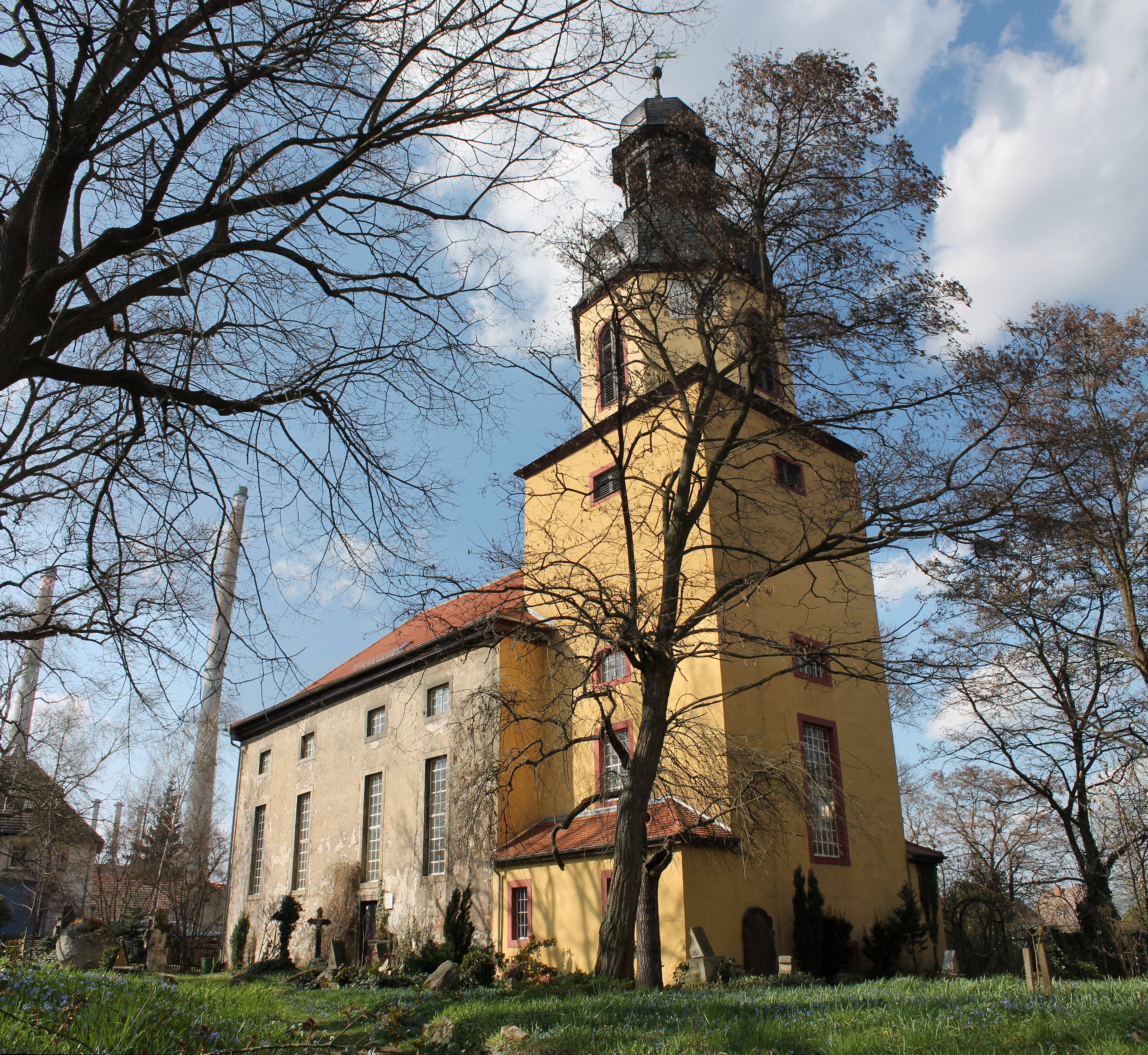
Dreifaltigkeitskirche Burgau

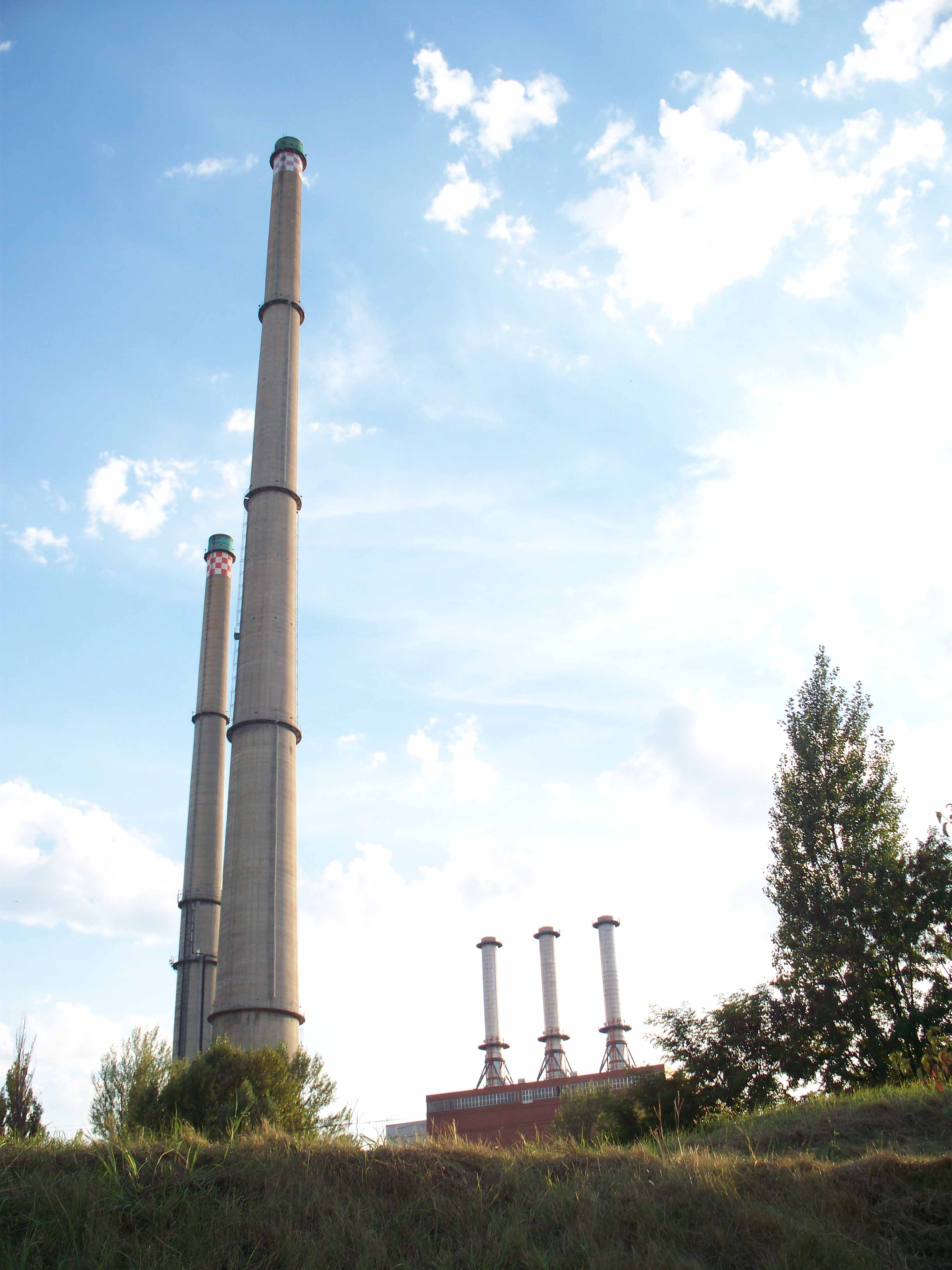
Heizkraftwerk Jena-Süd vom Gleisdreieck Burgau vor Abriss des größeren Schornsteins im Jahr 2019

- Die Dreifaltigkeitskirche Burgau kann erstmals für das Jahr 1330 nachgewiesen werden. Sie ist eine Tochterkirche der Urpfarrei Lobeda, die auch Filialkirchen in Göschwitz und Winzerla besaß. Die heutige Kirche stellt einen Neubau aus dem Beginn des 18. Jahrhunderts dar. Sie trägt Formen des Barock und wurde im Jahr 1703 geweiht, ihr Bauherr war Friedrich von Cospoth.[9] Der Kirchenneubau wurde, mit hoher Sicherheit, auf den Grundmauern der mittelalterlichen Dorfkirche errichtet, Reste derselben sind in der heutigen Kirche vorhanden. Das alte Gotteshaus stellte vor 1700 bereits längere Zeit eine Ruine dar.
- Die Alte Burgauer Brücke wurde in den Jahren nach 2000 umfassend rekonstruiert und größtenteils in ihren ursprünglichen Zustand zurückversetzt.
- Eine Landmarke im Saaletal stellt das Saalekraftwerk dar. Es wurde 1909/10 auf dem Areal der Alten Mühle errichtet und versorgte die Zeisswerke mit Elektrizität. Die Anlagen stammen aus den Jahren 1912 bis 1938 und produzieren bis heute Strom.

## Wirtschaft und Infrastruktur

### Einkaufsmöglichkeiten
In Burgau befindet sich seit September 1995 das Einkaufszentrum Burgaupark mit über 40 Geschäften der Bereiche Lebensmittel, Haushalt/Drogeriewaren, Literatur, Textilien/Mode, Schuhe, Sportbekleidung, Elektronik/Elektrogeräte, Spielzeug und Reisen. Weiterhin sind ein Gartenbau- und Möbelmarkt vertreten. Im historischen Ortskern sind auch einige kleinere Läden privater Inhaber vorzufinden; das Angebot wird durch eine Gaststätte an der Alten Saalebrücke ergänzt. Frühere Gaststätten im Ortskern sind mittlerweile geschlossen.

### Sport/Kultur
Im Jahre 2012 wurde die Sparkassen-Arena, eine Multifunktionshalle, fertiggestellt. Sie wird von den Basketballern von Science City Jena als Spielstätte genutzt. Weiterhin finden in ihr regelmäßig Konzerte und andere kulturelle Veranstaltungen sowie Messen und vergleichbare Veranstaltungen statt.

### Verkehr

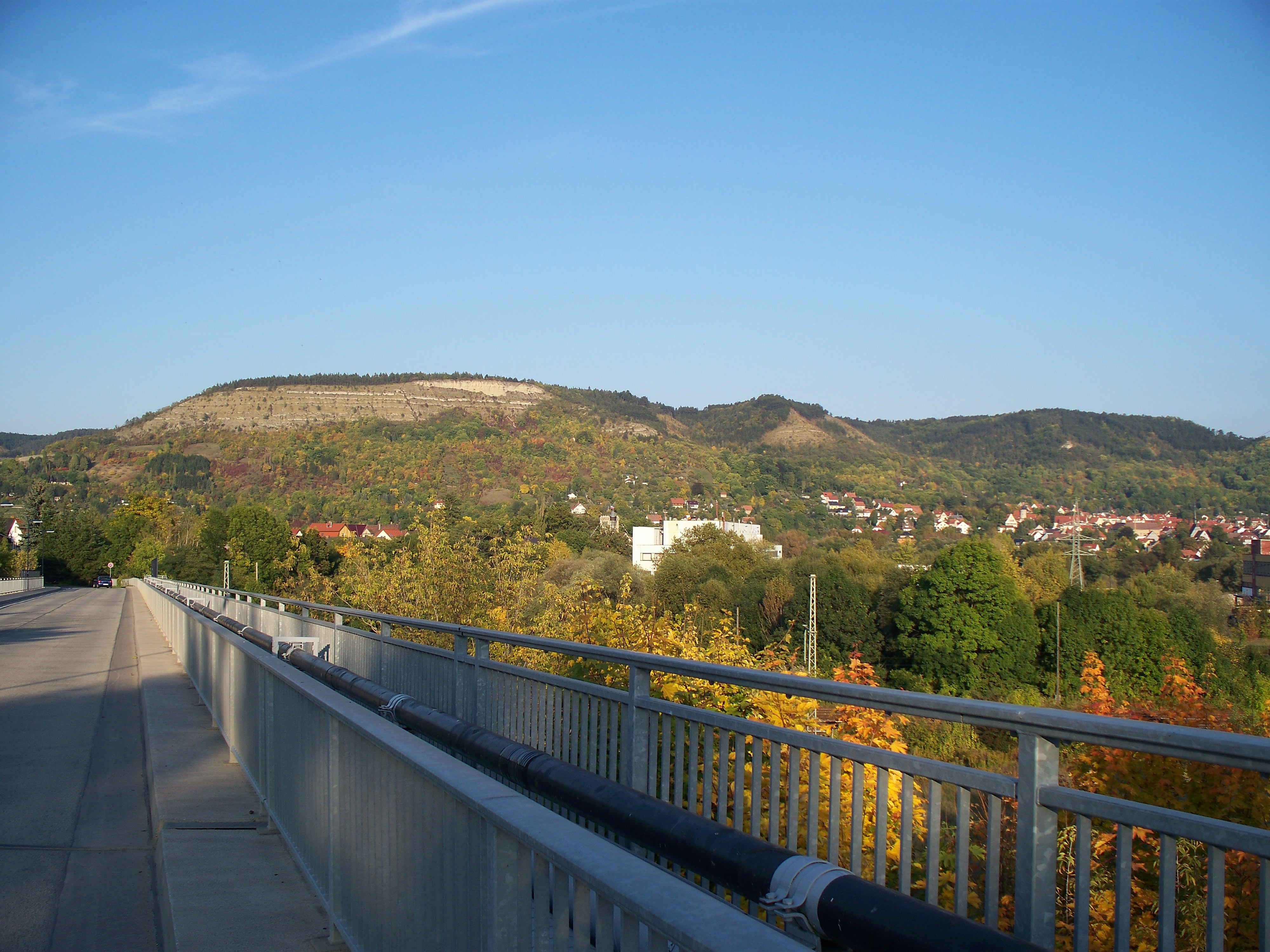
Eisenbahnbrücke in Burgau

- Der Stadtteil ist mit dem ÖPNV rund um die Uhr aus den meisten Gebieten Jenas erreichbar. Dort befindet sich eine zentrale Haltestelle, von der vier Straßenbahn-, drei Stadt- und 13 Überlandbuslinien verkehren. An diesem Knotenpunkt bestehen direkte Umsteigemöglichkeiten Straßenbahn-Bus/Bus-Straßenbahn.
- Am Gleisdreieck Burgau zweigen die Straßenbahnlinien in Richtung Oberaue – Stadtzentrum, Winzerla/Ringwiese und Burgau – Lobeda ab.
- Der Betriebshof Burgau der Jenaer Nahverkehrsgesellschaft ist der wichtigste Wartungs- und Abstellort für Straßenbahnen und Busse in Jena und überdies Geschäftssitz der JNVG.

## Persönlichkeiten
- Adolf (auch Adolph) Binder (1853–1925), Architekt und Hochschullehrer, Erforscher der Baugeschichte von Burg und Schloss Burgau, Erbauer der (Villa) „Binderburg“.
- August Keßler (1831–1916), Bürgermeister Burgaus ab 1860 über nahezu 50 Jahre; nach ihm ist die Keßlerstraße benannt.
- Ferdinand Selle (1862–1915), Porzellanfabrikant, Gründer und Inhaber der Burgauer Porzellanmanufaktur von 1901 bis zu seinem Tode.
- Ferdinand Wachter (1794–1861), Historiker, fiel an der alten Saalebrücke einem Raubmord zum Opfer.